# Carla Juri
Carla Juri (Locarno, 2 de enero de 1985) es una actriz suiza.

## Biografía
Juri es bilingüe y estudió interpretación en Los Ángeles y Londres. Hizo su debut con 180º, del director Cihan Inan, logrando un premio a la mejor actriz de la Academia Suiza. En 2014 consolidó su carrera artística con su papel en Wetlands, película alemana dirigida por David Wnendt que no pasó desapercibida en el Festival de Cine de Sundance. En 2016 volvería de nuevo a dicho festival, esta vez de la mano del director Chad Hartigan y compartiendo cartel con Craig Robinson en Morris from America.

## Filmografía
- 2010: 180° – Wenn deine Welt plötzlich Kopf steht
- 2012: Eine wen iig, dr Dällebach Kari
- 2012: Der Kriminalist (Fernsehserie, 1 Folge)
- 2013: Finsterworld
- 2013: Feuchtgebiete
- 2013: Lovely Louise
- 2014: Spooky & Linda
- 2014: Fossil
- 2016: Morris aus Amerika (Morris from America)
- 2016: Paula[3]
- 2017: Blade Runner 2049
- 2019: When Hitler Stole Pink Rabbit
- 2020: "Las hijas del Reich"